# Christian Dior SE
Christian Dior SE est une holding cotée à la bourse de Paris qui détient au 31 décembre 2024, 41,89 % du capital et 56,69 % des droits de vote de LVMH SE.
Elle est elle-même contrôlée par la holding Financière Agache qui détient 97,5 % du capital.
Parfums Christian Dior SA et Christian Dior Couture appartiennent quant à eux à 100 % à LVMH.
En 2022, Antoine Arnault, le fils de Bernard Arnault, devient directeur général de Christian Dior SE.
En décembre 2024, le groupe Christian Dior SE se dote d'un directeur industriel en la personne de Giorgio Striano.

## Actionnaires
Principaux actionnaires au 2 janvier 2024 :
| Actionnaire                       | Part du capital détenu |
| --------------------------------- | ---------------------- |
| Financière Agache                 | 97,50 %                |
| Norges Bank Investment Management | 0,18 %                 |
| Autocontrôle                      | 0,05 %                 |
| Asset Value Investors Ltd.        | 0,04 %                 |